# 富山県小学校の廃校一覧
富山県小学校の廃校一覧（とやまけんしょうがっこうのはいこういちらん）は、富山県内の廃校となった小学校の一覧。対象となるのは、学制改革（1947年）以降に廃校となった小学校、および分校である。なお、校名は廃校当時のもの。廃校時に小学校が所在していた自治体がその後、合併により消滅している場合は、現行の自治体に含める。また休校中の県内の小学校（分校）は公式には存続していることとなっているが、現在休校中の小学校は事実上廃校となっている場合が多いため、便宜上本項に記載する。
（）内は、廃校になった年（もしくは、休校の措置が取られた年）や統合先の小学校などである。

## 富山市
- 富山市立五番町小学校（2004年星井町小と統合し星井町五番町小へ）[1]
- 富山市立星井町小学校（2004年五番町小と統合し星井町五番町小へ）[1]
- 富山市立総曲輪小学校（2005年八人町小と統合し富山市立芝園小学校へ）[1]
- 富山市立八人町小学校（2005年総曲輪小と統合し芝園小へ）[1]
- 富山市立安野屋小学校（2006年芝園小へ統合）[1]
- 富山市立愛宕小学校（2008年芝園小へ統合）[1]
- 富山市立清水町小学校（2008年星井町五番町小と統合し富山市立中央小学校へ）[1]
- 富山市立星井町五番町小学校（2008年清水町小と統合し中央小へ）[1]
- 富山市立小羽小学校（2009年富山市立大沢野小学校へ統合）[2]
- 富山市立三郷小学校（2022年上条小と統合し富山市立三成小学校へ）[3]
- 富山市立上条小学校（2022年三郷小と統合し三成小へ）[4]
- 富山市立樫尾小学校(2024年富山市立八尾小学校へ統合)[5]
- 婦中町立熊野小学校（1961年宮川小と統合し富山市立宮野小学校〈当時：婦中町立〉へ）[6]
- 婦中町立宮川小学校（1961年熊野小と統合し宮野小へ）[6]
- 婦中町立音川小学校道島分校（1963年）[7]
- 大山町立文珠寺小学校小原分校（1964年）
- 大山町立文珠寺小学校（1969年富山市立上滝小学校〈当時：大山町立〉へ統合）[注釈 1]
- 大山町立福沢小学校瀬戸分校[8]（廃校時期不明）
- 大山町立福沢小学校楜ケ原分校[8]（廃校時期不明）
- 大山町立福沢小学校小佐波分校（1972年）[8]
- 大山町立福沢小学校小坂分校（1976年）[8]
- 大沢野町立小羽小学校土冬季分校（1948年に常設分校として創立し、1966年に改称、1977年廃校）[9]
- 大沢野町立下タ小学校猪谷分校（1967年猪谷小へ統合）[10]
- 大沢野町立下タ小学校伏木分校（同上）[10]
- 大沢野町立下タ小学校（1969年細入村大沢野町学校組合立楡原小学校（後に富山市立神通碧小学校へ統合）へ統合）[11]
- 山田村立宿坊小学校→山田村立山田小学校宿坊教場（1966年富山市立山田小学校〈当時：山田村立〉へ統合）[12]
- 山田村立清水小学校→山田村立山田小学校清水教場（同上）[12]
- 山田村立鍋谷小学校深道分校高清水冬季分校（1967年）
- 山田村立鍋谷小学校深道分校（1970年）
- 山田村立鍋谷小学校数納冬季分校（1971年）
- 山田村立鍋谷小学校（1972年富山市立山田小学校〈当時：山田村立〉へ統合）[13]
- 八尾町立茗ヶ原小学校（1973年八尾小〈初代〉へ統合）[14]
- 八尾町立室牧小学校足谷冬季分校（1973年）
- 八尾町立桐谷小学校小井波冬季分校（1977年）
- 八尾町立仁歩小学校大玉生分校（1973年休校、1983年廃校）
- 八尾町立大長谷小学校東原分校（1978年休校、1984年廃校）
- 八尾町立桐谷小学校（1983年下笹原小へ統合）[14]
- 八尾町立大長谷小学校（1983年仁歩小へ統合）[14]
- 八尾町立広畑小学校（1995年野積小へ統合）[14]
- 八尾町立八尾小学校〈初代〉（2003年統合により八尾小〈2代目〉へ）[14]
- 八尾町立室牧小学校（同上）[14]
- 八尾町立下笹原小学校（同上）[14]
- 八尾町立野積小学校（同上）[14]
- 八尾町立仁歩小学校（同上）[14]
- 細入村立大津山小学校（1975年8月猪谷小へ統合）[15]
- 細入村大沢野町学校組合立猪谷小学校（2003年楡原小と統合し富山市立神通碧小学校〈当時：細入村立〉へ）[16]
- 細入村立楡原小学校（2003年猪谷小と統合し神通碧小へ）[16]

## 高岡市
- 高岡市立立野小学校（1965年小勢小と統合し高岡市立千鳥丘小学校へ）[17]
- 高岡市立小勢小学校（1965年立野小と統合し千鳥丘小へ）[17]
- 高岡市立戸出小学校（1966年北般若小と統合し高岡市立戸出東部小学校へ）[18]
- 高岡市立北般若小学校（1966年戸出小と統合し戸出東部小へ）[18]
- 高岡市立佐野小学校（1970年福田小と統合し高岡市立南条小学校へ）[19]
- 高岡市立福田小学校（1970年佐野小と統合し南条小へ）[19]
- 高岡市立守山小学校（1979年に二上小と統合し高岡市立万葉小学校へ）[20]
- 高岡市立二上小学校（1979年に守山小と統合し万葉小へ）[20]
- 高岡市立西広谷小学校（2014年国吉小へ統合）[21]
- 高岡市立東五位小学校（2020年石堤小と統合し五位小〈初代〉へ）[22]
- 高岡市立石堤小学校（2020年東五位小と統合し五位小〈初代〉へ）[22]
- 高岡市立国吉小学校（2020年国吉中と統合し高岡市立国吉義務教育学校へ）[21]
- 高岡市立定塚小学校（2022年平米小と統合し高岡市立高陵小学校へ）[23]
- 高岡市立平米小学校（2022年定塚小と統合し高陵小へ）[24]
- 高岡市立横田小学校（2024年統合により高岡市立高岡西部小学校へ）[25]
- 高岡市立川原小学校（同上）[25]
- 高岡市立西条小学校（同上）[25]
- 高岡市立五位小学校〈初代〉（2024年千鳥丘小と統合し高岡市立五位小学校〈2代目〉へ）[22]
- 高岡市立千鳥丘小学校（2024年五位小〈初代〉と統合し五位小〈2代目〉へ）[22]
- 戸出町立是戸小学校（1961年醍醐小・戸出小の一部と統合し高岡市立戸出西部小学校〈当時：戸出町立〉へ）[26]
- 戸出町立醍醐小学校（1961年是戸小・戸出小の一部と統合し戸出西部小へ）[26]
- 中田町立中田小学校〈旧〉（1964年般若野小と統合し高岡市立中田小学校〈当時：中田町立〉へ）[27]
- 中田町立般若野小学校（1964年中田小〈旧〉と統合し中田小〈新〉へ）[27]
- 福岡町立福岡小学校〈旧〉（1965年9月統合により高岡市立福岡小学校〈当時：福岡町立〉へ）[28]
- 福岡町立山王小学校（同上）[28]
- 福岡町立大滝小学校（同上）[28]
- 福岡町立赤丸小学校（同上）[28]
- 福岡町立西五位小学校（同上）[28]
- 福岡町立淵ケ谷小学校沢川分校（1981年休校、1988年廃校）[29]
- 福岡町立淵ケ谷小学校（2003年休校）[28]

## 魚津市
- 魚津市立松倉小学校鉢分校（1953年東加積村立東加積小学校蓑輪分校と統合し魚津市・滑川市組合立白倉小学校へ）[30]
- 魚津市立西布施小学校御影分校（1968年3月）[31]
- 魚津市立片貝小学校山女分校（1968年12月）[32]
- 魚津市立加積小学校（1970年天神小と統合し吉島小へ）[32]
- 魚津市立天神小学校（1970年加積小と統合し吉島小へ）[32]
- 魚津市立松倉小学校古鹿熊分校（1972年）[32]
- 魚津市・滑川市組合立白倉小学校（2005年[32]）
- 魚津市立坪野小学校（2012年松倉小へ統合）[32]
- 魚津市立吉島小学校（2016年統合により魚津市立清流小学校へ）[33]
- 魚津市立片貝小学校（同上）[33]
- 魚津市立西布施小学校（同上）[33]
- 魚津市立大町小学校（2018年統合により魚津市立よつば小学校へ）[34]
- 魚津市立村木小学校（同上）[34]
- 魚津市立上野方小学校（同上）[34]
- 魚津市立本江小学校（同上）[34]
- 魚津市立住吉小学校（2019年統合により魚津市立星の杜小学校へ）[35]
- 魚津市立上中島小学校（同上）[35]
- 魚津市立松倉小学校（同上）[35]

## 氷見市
- 氷見市立南上小学校（1949年上伊勢小〈初代〉と統合し南小へ）[36]
- 氷見市立上伊勢小学校〈初代〉（1949年南上小と統合し南小へ）[36]
- 氷見市立南小学校（1962年上伊勢小〈2代目〉と統合し氷見市立朝日丘小学校へ）[36]
- 氷見市立上伊勢小学校〈2代目〉（1956年南小から独立、1962年南小と統合し朝日丘小へ）[36]
- 氷見市立谷屋小学校（1963年7月論田小と統合し明和小谷屋教場となり、1965年9月完全統合）[37]
- 氷見市立論田小学校（1963年7月谷屋小と統合し明和小論田教場となり、1965年9月完全統合）[37]
- 氷見市立中田小学校（1967年7月統合により女良小へ）[38]
- 氷見市立中波小学校（1967年7月女良小中波教場となり、1968年5月廃止）[38]
- 氷見市立長坂小学校（1967年7月女良小長坂教場となり、1968年5月廃止）[38]
- 氷見市立小久米小学校三尾冬季分校（1971年）[39]
- 氷見市立神代小学校（1972年布勢小と統合し氷見市立湖南小学校へ）[40]
- 氷見市立布勢小学校（1972年神代小と統合し湖南小へ）[40]
- 氷見市立池田小学校（1990年岩瀬小と統合し久目小へ）[41]
- 氷見市立岩瀬小学校（1990年池田小と統合し久目小へ）[41]
- 氷見市立小久米小学校（1992年床鍋小と統合し速川小へ）[39]
- 氷見市立床鍋小学校（1992年小久米小と統合し速川小へ）[39]
- 氷見市立阿尾小学校（1996年薮田小と統合し氷見市立海峰小学校へ）[42]
- 氷見市立薮田小学校（1996年阿尾小と統合し海峰小へ）[42]
- 氷見市立赤毛小学校（1997年久目小へ統合）[41]
- 氷見市立八代小学校（2000年海峰小へ統合）[42]
- 氷見市立上余川小学校（2006年統合により氷見市立比美乃江小学校へ）[43]
- 氷見市立一刎小学校（同上）[43]
- 氷見市立余川小学校（同上）[43]
- 氷見市立稲積小学校（同上）[43]
- 氷見市立加納小学校（同上）[43]
- 氷見市立東小学校（同上）[43]
- 氷見市立仏生寺小学校（2011年湖南小へ統合）[40]
- 氷見市立宇波小学校（2011年女良小と統合し氷見市立灘浦小学校へ）[38]
- 氷見市立女良小学校（2011年宇波小と統合し灘浦小へ）[38]
- 氷見市立久目小学校（2020年氷見市立西部中学校、速川小、明和小と統合し氷見市立西の杜学園へ）[44]
- 氷見市立速川小学校（2020年西部中、久目小、明和小と統合し西の杜学園へ）[44]
- 氷見市立明和小学校（2020年西部中、久目小、速川小と統合し西の杜学園へ）[44]

## 滑川市
- 滑川市立浜加積小学校（滑川市立東部小学校浜加積教場を経て1969年8月10日に廃校[45]、早月加積小と統合し滑川市立東部小学校へ）[46]
- 滑川市立早月加積小学校（滑川市立東部小学校早月加積教場を経て1969年8月18日に廃校[45]、浜加積小と統合し東部小へ）[46]
- 滑川市上市町組合立山加積小学校（1957年9月1日廃校、1959年11月4日開校の滑川市立山加積小学校が後継学校。それまでは旧校舎の講堂や中加積中学校で分散授業を行い対応していた）[47]
- 滑川市立山加積小学校（1980年中加積小と統合し滑川市立南部小学校へ）[48]
- 滑川市立中加積小学校（1980年山加積小と統合し南部小へ）[48]
- 東加積村立東加積小学校蓑輪分校（1953年魚津市立松倉小学校鉢分校と統合し魚津市・滑川市組合立白倉小学校へ）

## 黒部市
- 黒部市立田籾小学校（1973年尾山小と統合し東布施小へ）[49]
- 黒部市立田籾小学校嘉例沢冬季分校[50]
- 黒部市立尾山小学校（1973年田籾小と統合し東布施小へ）[49]
- 黒部市立前沢小学校布施山分校（1973年廃校、同年12月布施山冬季分校として再開、1975年12月再廃校）[51]
- 黒部市立大布施小学校（1975年黒部市立中央小学校開校のため廃校）[52]
- 黒部市立東布施小学校嘉例沢冬季分校（田籾小嘉例沢冬季分校から改称、1977年廃校）
- 黒部市立田家小学校（2014年東布施小と統合し黒部市立たかせ小学校へ）[53]
- 黒部市立東布施小学校（2014年田家小と統合したかせ小へ）[53]
- 黒部市立三日市小学校（2016年前沢小と統合し黒部市立桜井小学校へ）[54]
- 黒部市立前沢小学校（2016年三日市小と統合し桜井小へ）[54]
- 宇奈月町立内山小学校→宇奈月町立宇奈月小学校内山教場（1966年統合により黒部市立宇奈月小学校〈旧〉へ）[55]
- 宇奈月町立音沢小学校→宇奈月町立宇奈月小学校音沢教場（同上）[55]
- 宇奈月町立内山小学校宇奈月分校→宇奈月町立宇奈月小学校宇奈月教場（同上）[55]
- 宇奈月町立宇奈月小学校〈旧〉（2006年統合により黒部市立宇奈月小学校〈市町村合併と同時〉へ）[56]
- 宇奈月町立下立小学校（同上）[56]
- 宇奈月町立浦山小学校（同上）[56]
- 宇奈月町立愛本小学校（同上）[56]

## 砺波市
- 砺波市立庄下小学校（1961年庄西北部小と統合し砺波市立砺波東部小学校へ）[57]
- 砺波市立庄西北部小学校（1961年庄下小と統合し砺波東部小へ）[57]
- 砺波市立油田小学校（1962年9月砺波東部小へ統合）[57]
- 砺波市立高波小学校（1969年7月10日砺波市立出町小学校の一部および林小と統合し砺波市立砺波北部小学校へ）[58]
- 砺波市立林小学校（1969年出町小の一部および高波小と統合し砺波北部小へ）[58]
- 砺波市立栴檀山小学校（1969年般若小へ統合）
- 砺波市立太田小学校（1979年出町小の一部および中野小と統合し砺波市立庄南小学校へ）[59]
- 砺波市立中野小学校（1979年出町小の一部および太田小と統合し庄南小へ）[59]
- 砺波市立般若小学校（1982年統合により砺波市立庄東小学校へ）[60]
- 砺波市立東般若小学校（同上）[60]
- 砺波市立栴檀野小学校（同上）[60]
- 砺波市立五鹿屋小学校（1985年東野尻小と統合し砺波市立砺波南部小学校へ）[61]
- 砺波市立東野尻小学校（1985年五鹿屋小と統合し砺波南部小へ）[61]
- 砺波市立庄東小学校東別所冬季分校（1988年6月13日）[60]
- 砺波市立庄東小学校井栗谷冬季分校（1988年6月13日）[60]
- 砺波市立庄東小学校原野分校（1989年休校、1999年6月25日廃校）[60]

## 小矢部市
- 小矢部市立正得小学校（1965年統合により小矢部市立大谷小学校へ）[62]
- 小矢部市立松沢小学校（同上）[62]
- 小矢部市立若林小学校（同上）[62]
- 小矢部市立荒川小学校（同上）[62]
- 小矢部市立安楽寺小学校（1966年小矢部市立石動小学校へ統合）[62]
- 小矢部市立埴生小学校（同上）[62]
- 小矢部市立宮島小学校（1968年小矢部市立東部小学校へ統合）[62]
- 小矢部市立北蟹谷小学校（1979年統合により小矢部市立蟹谷小学校へ）[62]
- 小矢部市立北蟹谷小学校内山分校（同上）[62]
- 小矢部市立東蟹谷小学校（同上）[62]
- 小矢部市立藪波小学校（1979年蟹谷小と津沢小〈初代〉へ分割）[62]
- 小矢部市立津沢小学校〈初代〉（1981年水島小と統合し小矢部市立津沢小学校〈2代目〉へ）[62]
- 小矢部市立水島小学校（1981年津沢小〈初代〉と統合し津沢小〈2代目〉へ）[62]
- 小矢部市立東部小学校久利須分校（1967年宮島小久利須分校から移管、2003年廃校）[62]
- 小矢部市立岩尾滝小学校（2008年石動小へ統合）[62]

## 南砺市
- 南砺市立福光西部小学校（2009年南砺市立福光中部小学校へ統合）[63]
- 南砺市立上平小学校〈初代〉（2014年平小と統合し南砺市立上平小学校〈2代目〉へ）[64]
- 南砺市立平小学校（2014年上平小〈初代〉と統合し上平小〈2代目〉へ）[64]
- 南砺市立井口小学校（2021年南砺市立井口中学校と統合し南砺市立南砺つばき学舎へ）[65]
- 南砺市立利賀小学校（2024年南砺市立利賀中学校と統合し南砺市立利賀学舎へ）[66]
- 福野町立福野中部小学校（1967年9月南砺市立福野小学校〈当時：福野町立〉へ統合）[67]
- 福野町立福野北部小学校（同上）[67]
- 福野町立福野南部小学校（同上）[67]
- 福野町立福野西部小学校（同上）[67]
- 井波町立井波小学校〈旧〉（1968年統合により南砺市立井波小学校〈当時：井波町立〉へ）[68]
- 井波町立南山見小学校（同上）[68]
- 井波町立山野小学校（同上）[68]
- 井波町立高瀬小学校（同上）[68]
- 城端町立蓑谷小学校（1963年6月南砺市立城端小学校〈当時：城端町立〉へ統合され蓑谷教場となり、1964年城端教場へ統合）[69]
- 城端町立南山田小学校（1963年6月城端小南山田教場となり、1966年完全統合）[69]
- 城端町立大鋸屋小学校（1963年6月城端小大鋸屋教場となり、1966年完全統合）[69]
- 城端町立北野小学校（1963年6月城端小北野教場となり、1966年完全統合）[69]
- 城端町立城端小学校若杉分校（1966年6月）[69]
- 城端町立城端小学校上田分校（1972年）[69]
- 平村立下梨小学校黎明分校（1962年）[70]
- 平村立下梨小学校三嶺分校（1962年）[70]
- 平村立下梨小学校上梨分校（1971年5月10日）[70]
- 平村立下梨小学校梨谷分校（1971年5月10日）[70]
- 平村立東中江小学校祖山分校（1993年休校、1999年廃校）[71]
- 平村立下梨小学校（1999年平小と統合し平小へ）[72]
- 平村立東中江小学校（1999年下梨小と統合し平小へ）[72]
- 上平村立西赤尾小学校楮冬季分校
- 上平村立西赤尾小学校菅沼冬季分校
- 上平村立西赤尾小学校漆谷冬季分校
- 上平村立西赤尾小学校小瀬冬季分校（1969年）
- 上平村立西赤尾小学校桂分校（1970年12月）[73]
- 上平村立皆葎小学校細島冬季分校（1975年）[74]
- 上平村立西赤尾小学校（1977年皆葎小と統合し上平小〈初代〉へ）[75]
- 上平村立皆葎小学校（1977年西赤尾小と統合し上平小〈初代〉へ）[75]
- 上平村立西赤尾小学校成出冬季分校（1977年）
- 福光町立太美山小学校刀利分校（1962年中河内分校へ統合）[76]
- 福光町立太美山小学校下小屋分校（1966年11月）[77]
- 福光町立東太美小学校（1970年9月統合により福光町立南部小学校〈1977年に福光町立福光南部小学校、2004年11月に南砺市立福光南部小学校へ改称〉東太美教場となり、1971年10月完全統合）[78]
- 福光町立太美山小学校（1970年9月南部小太美山教場となり、1971年10月完全統合）[78]
- 福光町立西太美小学校（1970年9月南部小西太美教場となり、1971年10月完全統合）[78]
- 福光町立広瀬舘小学校（1970年9月南部小広瀬舘教場となり、1971年10月完全統合）[78]
- 福光町立太美山小学校中河内分校（1970年9月南部小中河内分校となり、同年11月22日廃校）[78]
- 福光町立南部小学校小院瀬見分校（1972年）[78]
- 福光町立土山小学校（1974年砂子谷小と統合し福光西部小へ）[79]
- 福光町立砂子谷小学校（1974年土山小と統合し福光西部小へ）[79]
- 福光町立福光小学校（1977年9月統合により福光中部小へ）[63]
- 福光町立石黒小学校（同上）[63]
- 福光町立広瀬小学校（同上）[63]
- 福光町立太美山小学校臼中分校（1970年9月南部小臼中分校となり、1978年11月廃校）[78]
- 福光町立吉江小学校（1982年統合により南砺市立福光東部小学校〈当時：福光町立〉へ）[注釈 2]
- 福光町立山田小学校（同上）
- 福光町立北山田小学校（同上）
- 利賀村立利賀小学校田ノ島冬季分校（1965年奥大勘場分校へ統合）
- 利賀村立利賀小学校中口冬季分校（同上）
- 利賀村立利賀小学校桂尾冬季分校（同上）
- 利賀村立利賀小学校北原分校（1965年仙野原分校から改称、1971年休校、1972年廃校）
- 利賀村立利賀小学校水無分校（1966年休校、1967年廃校）
- 利賀村立利賀小学校栗当冬季分校（1967年高沼分校へ統合）
- 利賀村立利賀小学校北豆谷分校（押場冬季分校から改称、1968年廃校）
- 利賀村立利賀小学校栃原分校（1973年休校、1976年廃校）
- 利賀村立利賀小学校下原冬季分校（1976年下原分校から改称、1986年休校）
- 利賀村立坂上小学校大勘場分校（1976年利賀小奥大勘場分校から改称、1996年廃校）
- 利賀村立利賀小学校草嶺冬季分校（1977年高沼分校へ統合）
- 利賀村立利賀小学校高沼分校（1978年休校、1996年廃校）
- 利賀村立利賀小学校百瀬川分校（1989年休校、1996年廃校）
- 利賀村立利賀小学校〈旧〉（1996年坂上小と統合し南砺市立利賀小学校〈当時：利賀村立〉へ）[80]
- 利賀村立坂上小学校（1996年利賀小〈旧〉と統合し利賀小〈新〉へ）[80]

## 射水市
- 射水市立大門小学校〈2代目〉（2006年統合により射水市立大門小学校〈3代目〉へ）[81]
- 射水市立櫛田小学校（同上）[81]
- 射水市立浅井小学校（同上）[81]
- 射水市立中伏木小学校（2010年射水市立新湊小学校へ統合）[82]
- 射水市立新湊小学校（2025年統合により射水市立新湊放生津小学校へ）[83]
- 射水市立放生津小学校（同上）[83]
- 小杉町立太閤山小学校〈旧〉（2002年橋下条小と統合し射水市立太閤山小学校〈当時：小杉町立〉へ）[84]
- 小杉町立橋下条小学校（2002年太閤山小〈旧〉と統合し太閤山小〈新〉へ）[84]
- 小杉町立大江小学校（1973年射水市立小杉小学校〈当時：小杉町立〉へ統合）
- 大門町立大門小学校〈初代〉（1962年統合により大門小〈2代目〉へ）[85]
- 大門町立二口小学校（同上）[85]
- 大門町立水戸田小学校（同上）[85]
- 新湊市立海老江小学校（1974年統合により射水市立東明小学校〈当時：新湊市立〉へ）[86]
- 新湊市立七美小学校（同上）[86]
- 新湊市立本江小学校（同上）[86]

## 下新川郡
- 入善町立新屋小学校（1979年小摺戸小と統合し入善町立黒東小学校へ）[87]
- 入善町立小摺戸小学校（1979年新屋小と統合し黒東小へ）[87]
- 入善町立舟見小学校（1995年野中小と統合し入善町立ひばり野小学校へ）[88]
- 入善町立野中小学校（1995年舟見小と統合しひばり野小へ）[88]
- 入善町立横山小学校（1997年椚山小と統合し入善町立桃李小学校へ）[89]
- 入善町立椚山小学校（1997年横山小と統合し桃李小へ）[89]
- 朝日町立境小学校（1994年統合により朝日町立さみさと小学校へ）[90]
- 朝日町立境小学校大平分校（1979年）[91]
- 朝日町立笹川小学校（同上）[90]
- 朝日町立泊小学校（同上）[90]
- 朝日町立宮崎小学校（同上）[90]
- 朝日町立大家庄小学校（1999年山崎小と統合し朝日町立あさひ野小学校へ）[92]
- 朝日町立山崎小学校（1999年大家庄小と統合しあさひ野小へ）[92]
- 朝日町立南保小学校（2005年あさひ野小へ統合）[92]
- 朝日町立五箇庄小学校（2012年さみさと小へ統合）[90]

## 中新川郡
- 上市町立南加積小学校護摩堂分校（1972年護摩堂冬季分校となり、廃校時期不明）[93]
- 上市町立白萩東部小学校伊折分校（1965年伊折冬季分校となり、1978年廃校）
- 上市町立白萩西部小学校稲村冬季分校（1975年）[注釈 3]
- 上市町立南加積小学校五位尾分校（1976年五位尾冬季分校となり、2005年廃校）[93]
- 上市町立白萩東部小学校（1982年休校[94]、2005年廃校）
- 上市町立柿沢小学校（1983年大岩小と統合し上市町立陽南小学校へ）[95]
- 上市町立大岩小学校（1983年柿沢小と統合し陽南小へ）[95]
- 上市町立白萩南部小学校（1997年休校[94]）
- 立山町立五百石小学校（1959年下段小と統合し立山町立立山中央小学校へ）[96]
- 立山町立下段小学校（1959年五百石小学校と統合し立山町立立山中央小学校へ）[96]
- 立山町立大森小学校（1967年立山中央小へ統合）[96]
- 立山町立新川東部小学校（1964年新川西部小と統合し立山町立立山北部小学校へ）[97][注釈 4]
- 立山町立新川西部小学校（1964年新川東部小と統合し立山北部小へ）[97]
- 立山町立千垣小学校（1975年岩峅小と統合し立山町立立山小学校へ）[98][注釈 5]
- 立山町立岩峅小学校（1975年千垣小と統合し立山小へ）[98]
- 立山町立東峰小学校座主坊冬季分校（目桑小座主坊冬季分校から改称、1979年廃校）
- 立山町立新瀬戸小学校池田分校（1979年休校）[99]
- 立山町立谷口小学校（2002年休校し日中上野小へ統合[100]、2006年廃校）[101][102]
- 立山町立東峰小学校（1982年目桑小から改称、2004年日中上野小へ統合）
- 立山町立立山芦峅小学校（2010年休校[103]、2021年廃校）[98][102]
- 立山町立新瀬戸小学校（2016年休校、2019年廃校）[104][102]
- 立山町立日中上野小学校（2019年休校し立山町立高野小学校へ統合[100]）[105]